# WWE Battleground
WWE Battleground (Campo de Batalla en español)  es un evento en vivo premium de la empresa de lucha libre profesional WWE para la marca NXT. Fue un evento anual de pago por visión producido por la empresa de lucha libre profesional WWE en el mes de julio. 
Battleground fue incorporado a la programación de PPVs de la WWE en el año 2013 para el mes de octubre, en sustitución del evento Over the Limit. Para el año 2014, Battleground fue emitido como el evento del mes de julio, en sustitutición de Money in the Bank.
Se esperaba que el evento volviera en 2018, como un evento de la marca Raw. Sin embargo, el evento fue retirado de la alineación de PPVs de la WWE ya que todos los eventos posteriores de WrestleMania 34 pasaron a tener a ambas marcas.
El 30 de marzo de 2023, se anunció que el primer evento de NXT Battleground, y la sexta edición de Battleground en general, se llevará a cabo el 28 de mayo de 2023 en el Tsongas Center en Lowell, Massachusetts, siendo el primero desde julio de 2017.

## Ediciones

### 2013
Battleground 2013 tuvo lugar el 6 de octubre de 2013 desde el First Niagara Center en Búfalo, Nueva York. El tema oficial del evento fue "The Mighty Fall" de Fall Out Boy. La edición 2013 fue la primera edición de este evento. 

#### Resultados
En paréntesis se indica el tiempo de cada combate:
- Kick-Off: Dolph Ziggler derrotó a Damien Sandow. (10:08)[2]
  - Ziggler cubrió a Sandow después de un «Zig Zag».
  - Esta lucha fue emitida por Google+, Yahoo, Facebook, YouTube & WWE.com media hora antes del evento.
- Alberto Del Rio derrotó a Rob Van Dam (con Ricardo Rodríguez) en un Battleground Hardcore Match y retuvo el Campeonato Mundial Peso Pesado. (16:04)[3]
  - Del Rio forzó a Van Dam a rendirse con un «Cross Armbreaker» con una silla en su brazo.
- The Real Americans (Jack Swagger & Antonio Cesaro) (con Zeb Colter) derrotaron a Santino Marella & The Great Khali (con Hornswoggle). (7:11)[4]
  - Cesaro cubrió a Khali después de un «Cesaro Swing».
- Curtis Axel (con Paul Heyman) derrotó a R-Truth y retuvo el Campeonato Intercontinental. (7:36)[5]
  - Axel cubrió a R-Truth después de un «Turning Heads».
- AJ Lee (con Tamina Snuka) derrotó a Brie Bella (con Nikki Bella) y retuvo el Campeonato de Divas. (6:37)[6]
  - Lee cubrió a Brie con un «Roll-up».
- Cody Rhodes & Goldust (con Dusty Rhodes) derrotaron a los Campeones en Parejas de la WWE The Shield (Seth Rollins & Roman Reigns) (con Dean Ambrose). (13:51)[7]
  - Cody cubrió a Rollins después de un «Cross Rhodes».
  - Durante la lucha, Ambrose intentó interferir, pero fue atacado por Dusty.
  - Después de la lucha, el roster de la WWE salió a celebrar con los Rhodes.
  - Como resultado, Cody & Goldust recuperaron sus trabajos en la WWE.
  - Si The Shield ganaba, Cody & Goldust no regresarían a su trabajo.
  - El Campeonato en Parejas de la WWE de The Shield no estaba en juego.
- Bray Wyatt (con Luke Harper & Erick Rowan) derrotó a Kofi Kingston. (8:27)[8]
  - Wyatt cubrió a Kingston después de un «Sister Abigail».
  - Después de la lucha, Harper y Rowan atacaron a Kingston.
- CM Punk derrotó a Ryback (con Paul Heyman). (14:48)[9]
  - Punk cubrió a Ryback después de un «Low Blow».
  - Durante la lucha, Heyman interfirió a favor de Ryback.
- Daniel Bryan y Randy Orton terminaron sin resultado por el vacante Campeonato de la WWE. (23:49)[10]
  - La lucha terminó sin resultado después de que The Big Show atacara al árbitro, a Bryan y a Orton con un «K.O. Punch»
  - Como consecuencia, el Campeonato de la WWE siguió vacante.

### 2014
Battleground 2014 tuvo lugar el 20 de julio de 2014 desde el Tampa Bay Times Forum en Tampa, Florida. El tema oficial del evento fue "Jungle" de X Ambassadors. Fue el último evento de pago por evento de WWE en incorporar el logotipo del «scratch» de la empresa, ya que al mes siguiente, se comenzó a usar el logotipo que se usó originalmente para WWE Network.

#### Resultados
En paréntesis se indica el tiempo de cada combate:
- Kick-Off: Adam Rose (con Layla & Summer Rae) derrotó a Fandango. (1:20)[11]
  - Rose cubrió a Fandango después de un «Party Foul».
- Kick-Off: Cameron derrotó a Naomi. (3:19)[12]
  - Cameron cubrió a Naomi con un «Roll-up».
- The Usos (Jey Uso & Jimmy Uso) derrotaron a The Wyatt Family (Luke Harper & Erick Rowan) en un 2-out-of-3 Falls Match y retuvieron el Campeonato en Parejas de la WWE. (19:50)[13]
  - Harper cubrió a Jimmy después de un «Big Boot». (7:01) [1-0]
  - Jey cubrió a Harper con un «Roll-up». (14:21) [1-1]
  - Jimmy y Jey cubrieron a Harper después de un «Double Splash». (19:50) [2-1]
- AJ Lee derrotó a Paige y retuvo el Campeonato de Divas. (7:10)[14]
  - Lee cubrió a Paige después de un «Shining Wizard».
- Rusev (con Lana) derrotó a Jack Swagger (con Zeb Colter) por cuenta fuera. (9:47)[15]
  - Rusev ganó después de que Swagger no volviera al ring antes de la cuenta de diez.
  - Después de la lucha, Rusev le aplicó un «The Accolade» a Swagger.
- Seth Rollins derrotó a Dean Ambrose por abandono. (00:00)[16]
  - Rollins fue declarado ganador después de que Ambrose no pudiera presentarse a la lucha debido a que Triple H lo sacó de la arena por atacar a Rollins antes de comenzar el combate.
  - Después de que Rollins fuera declarado ganador, Ambrose atacó a Rollins.
- Chris Jericho derrotó a Bray Wyatt (con Erick Rowan & Luke Harper). (15:01)[17]
  - Jericho cubrió a Wyatt después de un «Codebreaker».
  - Durante la lucha, Rowan & Harper fueron expulsados del ring.
- The Miz ganó un Battleground Battle Royal y ganó el vacante Campeonato Intercontinental. (14:18)[18]
  - The Miz eliminó finalmente a Dolph Ziggler, ganando la lucha.
  - Los otros participantes fueron: Alberto Del Rio, Big E, Bo Dallas, Cesaro, Curtis Axel, Damien Sandow, Diego, Heath Slater, Kofi Kingston, R-Truth, Ryback, Sheamus, Sin Cara, The Great Khali, Titus O'Neil, Xavier Woods y Zack Ryder.
  - Rob Van Dam estaba anunciado para el combate, pero no participó debido a una lesión.
- John Cena derrotó a Roman Reigns, Kane y Randy Orton y retuvo el Campeonato Mundial Peso Pesado de la WWE. (19:15)[19]
  - Cena cubrió a Kane después de ejecutarle a Orton un «Attitude Adjustment» sobre él.

### 2015
Battleground 2015 tuvo lugar el 19 de julio de 2015 desde el Scottrade Center en St. Louis, Misuri. El tema oficial del evento fue  "Heavy" de The Glorious Sons.

#### Resultados
En paréntesis se indica el tiempo de cada combate:
- Kick-Off: King Barrett derrotó a R-Truth y retuvo la corona de King of the Ring. (9:15)[20]
  - Barrett cubrió a R-Truth después de un «Royal Bull Hammer».
- Randy Orton derrotó a Sheamus. (16:54)[21]
  - Orton cubrió a Sheamus después de un «RKO».
- The Prime Time Players (Darren Young & Titus O'Neil) derrotaron a The New Day (Big E & Kofi Kingston) (con Xavier Woods) y retuvieron el Campeonato en Parejas de la WWE. (8:52)[22]
  - O'Neil cubrió a Big E después de un «Clash of the Titus».
  - Durante la lucha, Woods interfirió a favor de The New Day atacando a O'Neil.
- Bray Wyatt derrotó a Roman Reigns. (22:42)[23]
  - Wyatt cubrió a Reigns después de un «Sister Abigail».
  - Durante la lucha, Luke Harper interfirió a favor de Wyatt.
- Charlotte (con Becky Lynch & Paige) derrotó a Brie Bella (con Nikki Bella & Alicia Fox) y Sasha Banks (con Naomi & Tamina). (11:30)[24]
  - Charlotte forzó a Brie a rendirse con un «Figure Eight».
- John Cena derrotó a Kevin Owens y retuvo el Campeonato de los Estados Unidos. (22:11)[25]
  - Cena forzó a Owens a rendirse con un «STF».
- Brock Lesnar (con Paul Heyman) derrotó al Campeón Mundial Peso Pesado de la WWE Seth Rollins por descalificación. (9:00)[26]
  - Rollins fue descalificado después de que The Undertaker atacara a Lesnar.
  - Como consecuencia, Rollins retuvo el campeonato, cuyo anuncio sucedió un día después en Raw.

### 2016
Battleground 2016 tuvo lugar el 24 de julio de 2016 desde el Verizon Center en Washington D. C.. El tema oficial del evento fue "This is a War" por The Phantoms. 

#### Antecedentes
En Money in the Bank, Seth Rollins derrotó a Roman Reigns y ganó el Campeonato Mundial Peso Pesado de la WWE. Sin embargo, Dean Ambrose apareció para atacar por la espalda a Rollins y hacer efectivo su contrato del Money in the Bank, cuyo maletín lo consiguió en ese mismo evento, y ganó así el campeonato. La noche siguiente en Raw, Reigns y Rollins se confrontaron por la oportunidad de retar al campeón, por lo que Shane McMahon pactó una lucha entre ambos para definir al contendiente al título, la cual terminó en un doble conteo de 10 fuera del ring, motivo por el cual se pactó una lucha entre Ambrose, Rollins y Reings por el campeonato. El 21 de junio de 2016, Roman Reigns fue suspendido por 30 días por violar la política de bienestar de la empresa, aunque no se descartó su participación en el evento. El 27 de junio en Raw, tanto Rollins como Ambrose se refirieron a la suspensión de Roman durante el programa. Sin embargo, Stephanie McMahon decidió mantener a Reigns en el combate, y dio un oportunidad a AJ Styles y John Cena para clasificarse al combate si derrotaban a Ambrose y Rollins, respectivamente. Styles y Cena perdieron debido a que ambos interfirieron en el comabate del otro. El 29 de junio, el Campeonato Mundial Peso Pesado de la WWE fue renombrado como Campeonato de la WWE. El 18 de julio, Ambrose y Rollins se enfrentaron por el Campeonato de la WWE, terminando en un empate por un doble pinfall. Si bien Stephanie McMahon declaró a Rollins como el nuevo campeón, por la muy buena cercanía de Stephanie con Rollins, el árbitro del combate declaró un empate, por lo que finalmente, Ambrose retuvo el campeonato. Al día siguiente en SmackDown Live, cuyo episodio estuvo marcado por la WWE Draft 2016, Ambrose derrotó a Rollins en una revancha también por el título (tras la lucha, Shane McMahon y Daniel Bryan celebraron con Ambrose). Esa misma noche, Ambrose fue seleccionado para ser parte de SmackDown, mientras que Rollins y Reigns fueron enviados a Raw.
En diciembre de 2014, en NXT Takeover: R Evolution, Sami Zayn ganó el Campeonato de NXT al derrotar a Neville. Después de la lucha, Kevin Owens felicitó y luego atacó a Zayn. Posteriormente en NXT Takeover: Rival, Owens derrotó a Zayn y ganó el Campeonato de NXT. Zayn fue promovido al plantel principal en Royal Rumble 2016, y eliminó a Owens del Royal Rumble match. En Payback, Owens derrotó a Zayn. En Money in the Bank, ambos fallaron en su intento por ganar el Money in the Bank ladder match. Zayn derrotó a Owens el 20 de junio en Raw, y retó a Owens a otra lucha durante el programa de Chris Jericho, el Highlight Reel, lucha que Owens aceptó.
En Money in the Bank, AJ Styles derrotó a John Cena después de que The Club interviniera. La noche siguiente en Raw, Styles y Luke Gallows atacaron a Cena durante un combate contra Karl Anderson. El 27 de junio en Raw, Cena y Styles perdieron sus combates debido a la interferencia del otro, perdiendo la oportunidad de entrar al combate por el Campeonato de la WWE en Battleground. Esa misma noche Gallows y Anderson atacaron a Cena, aplicándole un «Magic Killer» en la rampa de entrada. El 4 de julio en Raw, Los 3 miembros de The Club, atacaron nuevamente a Cena al mismo tiempo, hasta que Enzo Amore & Big Cass acudieron a ayudarlo. Esa misma noche, se confirmó un combate entre los seis para Battleground.

#### Resultados
En paréntesis se indica el tiempo de cada combate:
- Kick-Off: Breezango (Tyler Breeze & Fandango) derrotaron a The Usos (Jey Uso & Jimmy Uso) (5:26).[38][39]
  - Breeze cubrió a Jimmy con un «Roll-up».
- Sasha Banks & Bayley derrotaron a Charlotte & Dana Brooke (7:25).[38][40]
  - Banks forzó a Charlotte a rendirse con un «Bank Statement».
- The Wyatt Family (Bray Wyatt, Erick Rowan & Braun Strowman) derrotó a The New Day (Big E, Kofi Kingston & Xavier Woods) (8:47).[38][41]
  - Wyatt cubrió a Woods después de un «Sister Abigail».
- Rusev (con Lana) derrotó a Zack Ryder y retuvo el Campeonato de los Estados Unidos (7:01).[38][42]
  - Rusev forzó a Ryder a rendirse con un «The Accolade».
  - Después de la lucha, Rusev continuó atacando a Ryder, pero Mojo Rawley salió a detenerlo.
- Sami Zayn derrotó a Kevin Owens (18:22).[38][43]
  - Zayn cubrió a Owens después de dos «Helluva Kicks».
- Natalya derrotó a Becky Lynch (9:04).[38][44]
  - Natalya forzó a Lynch a rendirse con un «Sharpshooter».
- El Campeón Intercontinental The Miz (con Maryse) y Darren Young (con Bob Backlund) terminaron en doble descalificación (8:41).[38][45]
  - La lucha terminó en doble descalificación después de que Young se negara a liberar una «Crossface Chickenwing» sobre The Miz.
  - Como resultado, The Miz retuvo el campeonato.
- John Cena, Enzo Amore & Big Cass derrotaron a The Club (AJ Styles, Karl Anderson & Luke Gallows) (14:20).[38][46]
  - Cena cubrió a Styles después de un «Attitude Adjustment» desde la tercera cuerda.
- Dean Ambrose derrotó a Roman Reigns y Seth Rollins y retuvo el Campeonato de la WWE (18:03).[38][47]
  - Ambrose cubrió a Reigns después de un «Dirty Deeds».
  - Como resultado, el Campeonato de la WWE pasó a ser de SmackDown Live.
  - Después de la lucha, la autoridad y personal de SmackDown salieron a felicitar a Ambrose.

### 2017
Battleground 2017 tuvo lugar el 23 de julio de 2017 desde el Wells Fargo Center en Filadelfia, Pensilvania. El tema oficial del evento fue "Whatever It Takes" por Imagine Dragons.

#### Resultados
- Kick-Off: Aiden English derrotó a Tye Dillinger (9:45).[48][49]
  - English cubrió a Dillinger después de un «Director's Cut».
- The New Day (Kofi Kingston & Xavier Woods) (con Big E) derrotó a The Usos (Jey Uso & Jimmy Uso) y ganó el Campeonato en Parejas de SmackDown (13:50).[50][51]
  - Woods cubrió a Jimmy después de un «Trouble in Paradise» de Kingston y un «Ropewalk Elbow Drop».
- Shinsuke Nakamura derrotó a Baron Corbin por descalificación. (12:25).[50][52]
  - Corbin fue descalificado después de aplicar un «Low Blow» a Nakamura.
  - Después de la lucha, Corbin atacó a Nakamura con el maletín de Money in the Bank y un «End of Days».
- Natalya derrotó a Tamina, Charlotte Flair, Becky Lynch y Lana en un Fatal 5-Way Elimination Match y ganó una oportunidad por el Campeonato Femenino de SmackDown en SummerSlam (10:56).[50][53]
  - Lynch forzó a Tamina a rendirse con un «Dis-arm-her» (8:11).
  - Lynch forzó a Lana a rendirse con un «Dis-arm-her» (8:30).
  - Natalya cubrió a Lynch con un «Roll-up» (8:40).
  - Natalya cubrió a Flair después de golpearle en la nuca contra el esquinero inferior (10:56).
  - Después de la lucha, Naomi le extendió la mano a Natalya en señal de respeto, pero esta se la negó.
- Kevin Owens derrotó a AJ Styles y ganó el Campeonato de los Estados Unidos (17:47).[50][54]
  - Owens cubrió a Styles después de revertir un «Crossface» en un «Roll-up».
- John Cena derrotó a Rusev en un Flag Match (21:10).[50][55]
  - Cena ganó tras colocar la bandera de los Estados Unidos en la base después de un «Attitude Adjustment» a Rusev desde la base sobre dos mesas.
- Sami Zayn derrotó a Mike Kanellis (con Maria Kanellis) (7:17).[50][56]
  - Zayn cubrió a Mike después de un «Helluva Kick».
  - Durante la lucha, Maria interfirió a favor de Mike.
- Jinder Mahal derrotó a Randy Orton en un Punjabi Prison Match y retuvo el Campeonato de la WWE (27:40).[50][57]
  - Mahal ganó la lucha después de salir de la estructura.
  - Durante la lucha, The Singh Brothers & The Great Khali interfirieron a favor de Mahal.
  - Este fue el regreso de Khali a WWE.